# Roy Emerson
Roy Emerson (* 3. listopadu 1936 Blackbutt) je bývalý australský tenista. V kariéře získal celkem 28 titulů na turnajích Grand Slam ve dvouhře a čtyřhře (na počátku otevřené éry vyhrál dva grandslamové turnaje ve čtyřhře společně se svým slavnějším krajanem Rodem Laverem). Osmkrát se mu povedlo získat Davisův pohár s týmem Austrálie.

## Turnaje Grand Slam

### Vítězství dvouhra (12)
| Rok  | Turnaj          | Soupeř ve finále | Výsledek            |
| 1961 | Australian Open | Rod Laver        | 1-6 6-3 7-5 6-4     |
| 1961 | US Open         | Rod Laver        | 7-5 6-3 6-2         |
| 1963 | Australian Open | Ken Fletcher     | 6-3 6-3 6-1         |
| 1963 | French Open     | Pierre Darmon    | 3-6 6-1 6-4 6-4     |
| 1964 | Australian Open | Fred Stolle      | 3-6 4-6 2-6         |
| 1964 | Wimbledon       | Fred Stolle      | 6-1 12-10 4-6 6-3   |
| 1964 | US Open         | Fred Stolle      | 6-4 6-2 6-4         |
| 1965 | Australian Open | Fred Stolle      | 7-9 2-6 6-4 7-5 6-1 |
| 1965 | Wimbledon       | Fred Stolle      | 6-2 6-4 6-4         |
| 1966 | Australian Open | Arthur Ashe      | 6-4 6-8 6-2 6-3     |
| 1967 | Australian Open | Arthur Ashe      | 6-4 6-1 6-4         |
| 1967 | French Open     | Tony Roche       | 6-1 6-4 2-6 6-2     |

### Dvouhra finále (3)
| Rok  | Turnaj          | Soupeř ve finále | Výsledek            |
| 1962 | Australian Open | Rod Laver        | 6-8 6-0 4-6 4-6     |
| 1962 | French Open     | Rod Laver        | 6-3 6-2 3-6 7-9 2-6 |
| 1962 | US Open         | Rod Laver        | 2-6 4-6 7-5 4-6     |

### Vítězství čtyřhra (16)
| Rok  | Turnaj          | Partner        | Soupeři ve finále                   | Výsledek                |
| 1959 | Wimbledon       | Neale Fraser   | Rod Laver / Robert Mark             | 8-6 6-3 14-16 9-7       |
| 1959 | US Open         | Neale Fraser   | Alex Olmedo / Earl Buchholz         | 3-6 6-3 5-7 6-4 7-5     |
| 1960 | French Open     | Neale Fraser   | Nicola Pietrangeli / Orlando Sirola | 3-6 2-6 12-14           |
| 1960 | US Open         | Neale Fraser   | Rod Laver / Robert Mark             | 9-7 6-2 6-4             |
| 1961 | French Open     | Rod Laver      | Robert Howe / Robert Mark           | 3-6 6-1 6-1 6-4         |
| 1961 | Wimbledon       | Neale Fraser   | Bob Hewitt / Fred Stolle            | 8-6 6-3 14-16 9-7       |
| 1962 | Australian Open | Neale Fraser   | José Luis Arilla / Andrés Gimeno    | 6-2 8-10 7-5 6-4        |
| 1962 | French Open     | Neale Fraser   | Wilhelm Bungert / Christian Kuhnke  | 6-3 6-4                 |
| 1963 | French Open     | Manuel Santana | Gordon Forbes / Abe Segal           | 6-2 6-4 6-4             |
| 1964 | French Open     | Ken Fletcher   | John Newcombe / Tony Roche          | 6-3 6-4                 |
| 1965 | French Open     | Fred Stolle    | Ken Fletcher / Bob Hewitt           | 6-8 6-3 8-6 6-2         |
| 1965 | US Open         | Fred Stolle    | Frank Froehling / Charles Pasarell  | 6-4 10-12 7-5 6-3       |
| 1966 | Australian Open | Fred Stolle    | John Newcombe / Tony Roche          | 7-9 6-3 6-8 14-12 12-10 |
| 1966 | US Open         | Fred Stolle    | Clark Graebner / Dennis Ralston     | 6-4 6-4 6-4             |
| 1969 | Australian Open | Rod Laver      | Ken Rosewall / Fred Stolle          | 6-4 6-4                 |
| 1971 | Wimbledon       | Rod Laver      | Arthur Ashe / Dennis Ralston        | 4-6 9-7 6-8 6-4 6-4     |

### Čtyřhra finále(12)
| Rok  | Turnaj          | Partner        | Soupeři ve finále                   | Výsledek              |
| 1958 | Australian Open | Robert Mark    | Ashley Cooper / Neale Fraser        | 5-7 8-6 6-3 3-6 5-7   |
| 1959 | French Open     | Neale Fraser   | Nicola Pietrangeli / Orlando Sirola | 3-6 2-6 12-14         |
| 1960 | Australian Open | Neale Fraser   | Rod Laver / Robert Mark             | 6-1 2-6 4-6 4-6       |
| 1961 | Australian Open | Marty Mulligan | Rod Laver / Robert Mark             | 3-6 5-7 6-3 11-9 2-6  |
| 1964 | Australian Open | Ken Fletcher   | Bob Hewitt / Fred Stolle            | 4-6 5-7 6-3 6-4 12-14 |
| 1964 | Wimbledon       | Ken Fletcher   | Bob Hewitt / Fred Stolle            | 5-7 9-11 4-6          |
| 1965 | Australian Open | Fred Stolle    | John Newcombe / Tony Roche          | 6-3 6-4 11-13 3-6 4-6 |
| 1967 | French Open     | Ken Fletcher   | John Newcombe / Tony Roche          | 3-6 7-9 10-12         |
| 1967 | Wimbledon       | Ken Fletcher   | Bob Hewitt / Frew McMillan          | 2-6 3-6 4-6           |
| 1968 | French Open     | Rod Laver      | Ken Rosewall / Fred Stolle          | 3-6 4-6 3-6           |
| 1969 | French Open     | Rod Laver      | Ken Rosewall / Tony Roche           | 6-4 1-6 6-3 4-6 4-6   |
| 1970 | US Open         | Rod Laver      | Pierre Barthes / Nikki Pilic        | 3-6 6-7 6-4 6-7       |